# Последња трка
Последња трка је југословенски хумористички филм из 1979. године, који је режирао Јован Ранчић, а сценарио су писали Верослав Ранчић и Јован Ранчић.
Југословенска кинотека у сарадњи са А1 и Центар филмом је дигитално обновила овај филм.
Свечана пројекција дигитализоване копије jе одржанa 15. априла 2025 године.

## Радња
Дванаестогодишњи дечак разведених родитеља живи у насељу солитера, али сивило његовог урбаног живљења разбија близина хиподрома и ергела. Дечаков љубимац је некадашњи шампион, коњ Зимзелен којег је управа ергеле одлучила да прода кланици. После неуспешног покушаја да управу одврате од одлуке деца украду коња и нестану. Када су схватили шта деци значи тај коњ они га поклоне дечаковом разреду.

## Улоге
| Глумац             | Улога                 |
| ------------------ | --------------------- |
| Богољуб Петровић   | Видоје Перић          |
| Павле Вуисић       | Микош                 |
| Аленка Ранчић      | Разредна              |
| Душан Јанићијевић  | Милорад               |
| Надежда Вукићевић  | Бранка                |
| Владан Живковић    | Тренер                |
| Зоран Миљковић     | Алимпије Хоџић, јахач |
| Јанез Врховец      | Коментатор            |
| Страхиња Мојић     | Милиционер            |
| Предраг Милинковић | Фотограф              |
| Богдан Јакуш       | Месар                 |
| Љиљана Благојевић  | Ветеринарка           |
| Мира Николић       | Девојка               |
| Божидар Павићевић  | Пегин отац            |
| Мирко Бабић        | Тучак                 |
| Владимир Буљан     | Зоран Перић           |
| Душан Гојков       | Часлав                |
| Мирјана Јоковић    | Зрна Родић            |
| Златко Радојевић   | Пега                  |